# هنري أوفرتون ويلز الثاني
هنري أوفرتون ويلز الثاني(3 يوليو 1800 - 23 نوفمبر 1871)من منزل أشلي في برستل, إنجلترا,كان تاجراً للتبغ وقد أسس في عام 1830 مع شقيقه الأكبر ويليام داي ويلز [الإنجليزية] شركةW.D.&H.O.Wills,والتي أصبحت في أواخر القرن التاسع عشر أكبر مستورد للتبغ ومصنع لمنتجات التبغ في بريطانيا(بناء على مشاريع التبغ الناجحة التي أنشأها والدهم).

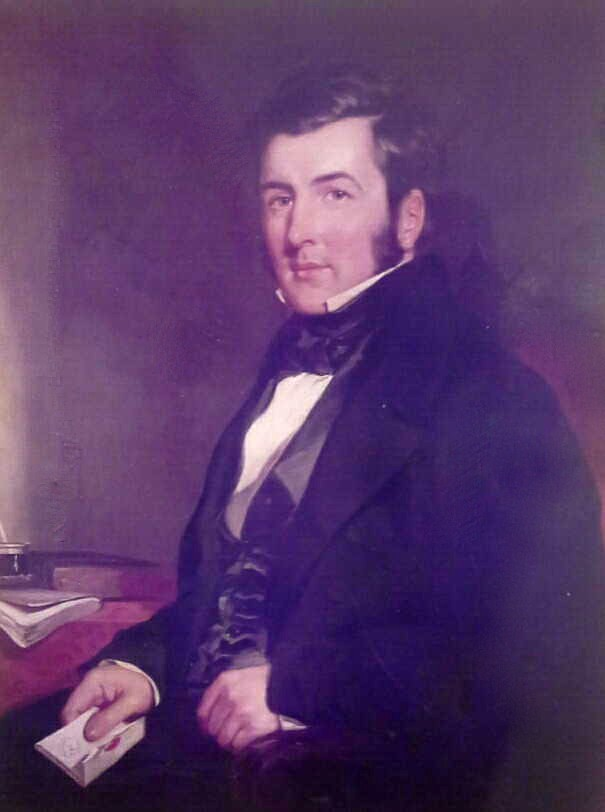
هنري أوفرتون ويلز الثاني

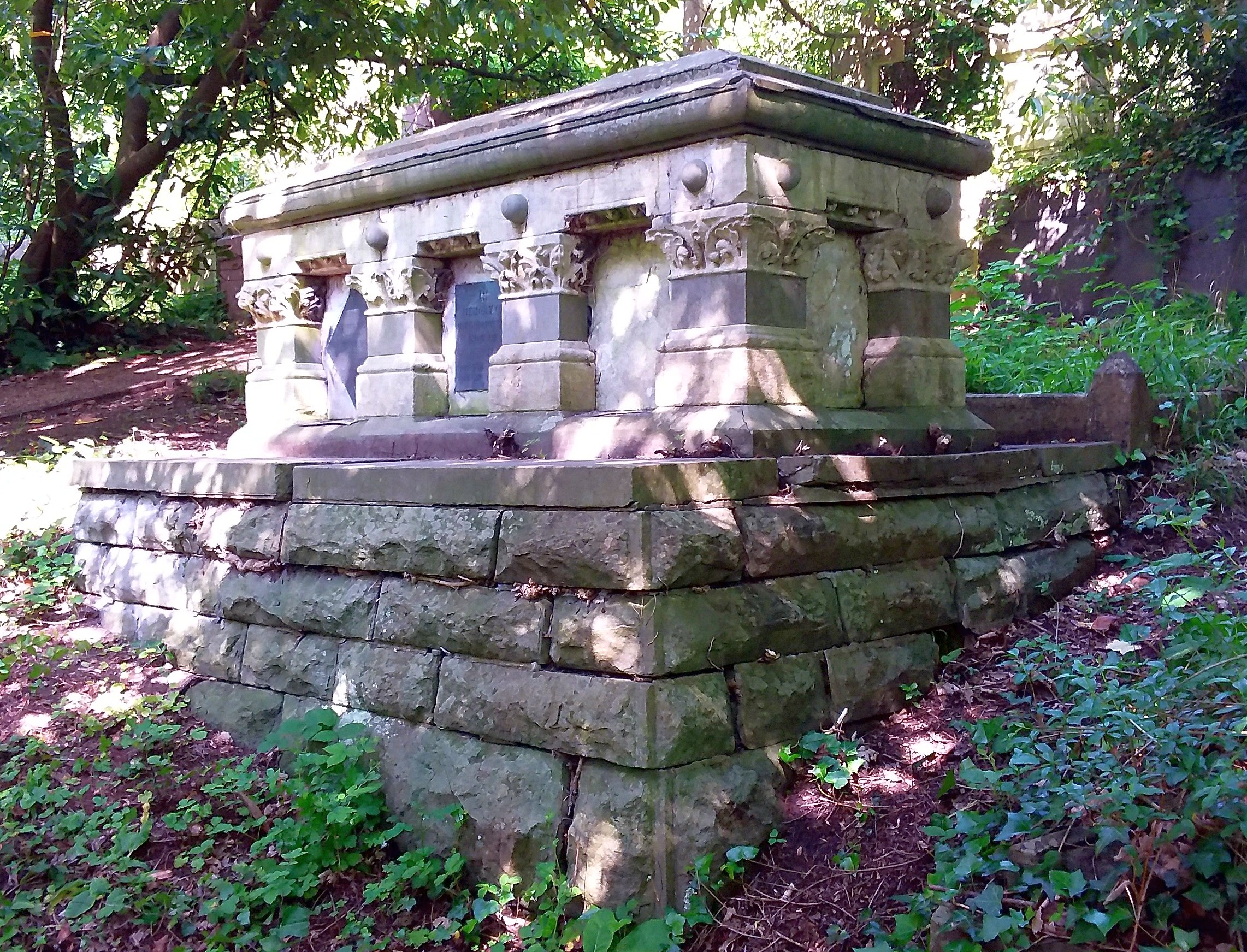
قبر هنري أوفرتون ويلز الثاني في مقبرة أرنوس فالي

## أصوله
ولد هنري أوفرتون ويلز الثاني في 3 يوليو 1800 في برستل,وهو الأصغر بين ابني هنري أوفرتون ويلز الأول(1761-1826)من زوجته آن داي.في عام 1786,قام والده الذي وُلد في سالزبري بالتعاون مع شريكه صمويل واتكينز بفتح محل لبيع التبغ في برستل,والذي نما ليصبح عملا تجاريا ناجحاً.

## حياته المهنية
في عام 1815,انضم هنري وشقيقه الأكبر ويليام داي ويلز [الإنجليزية] إلى شركة والدهما,وأصبحا شركاء مالكين في الشركة في عام 1826 عند وفاة والدهما.في عام 1830,أسس الأخوان شركة W.D.&H.O.Wills,التي نمت لتصبح أكبر مستورد للتبغ ومصنع لمنتجات التبغ في بريطانيا في أواخر القرن التاسع عشر.في عام 1859,جعل هنري ابنه إدوارد بايسون ويلز شريكًا في الشركة,والذي نجح في تحقيق مصالح والده في الشركة.
دخل هنري أوفرتون ويلز الثاني السياسة المحلية في عام 1845 كعضو في المجلس البلدي لمنطقة سانت بولز [الإنجليزية] في برستل,واستمر في الخدمة في المجلس البلدي لعدة سنوات حتى أجبرته مشاكل السمع على التقاعد من الواجبات العامة.كما شغل منصب قاضي الصلح في عام 1856.وكان أيضاً مؤيدًا نشطًا للعقيدة الأبرشانة,وكان هو وشقيقه ويليام مؤسسين وعضوين في مجلس الأمناء في عام 1841 لكنيسة هانهام [الإنجليزية] وفي عام 1843 لكنيسة بارتون هيل [الإنجليزية],وكلاهما يقع في ضواحي برستل.

## أسرته
تزوج هنري أوفرتون ويلز الثاني مرتين:
- زوجته الأولى إيزابيلا بورد(1806–1843),التي أنجب منها أحد عشر طفلاً من بينهم:
  - هنري أوفرتون ويلز الثالث [الإنجليزية](1828-1911),الابن الأكبر,من كيلستون نول [الإنجليزية] بالقرب من باث في سومرست الذي قام بتمويل إنشاء جامعة برستل وأصبح أول مستشار لها.
  - السيد إدوارد بايسون ويلز، البارون الأول [الإنجليزية](1834–1910),الابن الثاني,في عام 1904 قام بإنشاء بارونيت [الإنجليزية] "لهازلوود ستوك بيشوب [الإنجليزية],في ويستبري أون تريم [الإنجليزية] في مقاطعة غلوستر وكلابتون إن جوردانو [الإنجليزية] في مقاطعة سومرست" تبرع بدار اليوبيل للنقاهة إلى برستل.[9]
  - السيد فريدريك ويلز، البارون الأول [الإنجليزية](1838–1909),الابن الرابع,في عام 1897 قام بإنشاء بارونيت [الإنجليزية] "نورثمور [الإنجليزية] ومانور هيث [الإنجليزية]".
- زوجته الثانية ماري سيكومب(1815–1897),وأنجب منها سبعة أطفال آخرين,لم يعش جميعهم حتى سن البلوغ[10],ومن بين أبنائه الباقين على قيد الحياة من ماري سيكومب:
  - السيد فرانك ويليام ويلز [الإنجليزية](1852–1932),فارس حدث[11],مهندس معماري بريطاني مشهور وعمدة مدينة برستل [الإنجليزية].

## الوفاة والدفن
توفي في 23 نوفمبر 1871 في برستل,ودُفن في مقبرة أرنوس فالي [الإنجليزية].